# Mesoglypta fleximargo
Mesoglypta fleximargo är en fjärilsart som beskrevs av W. Warren 1897. Mesoglypta fleximargo ingår i släktet Mesoglypta och familjen Uraniidae. Inga underarter finns listade i Catalogue of Life.